# ANKRD7
ANKRD7 (англ. Ankyrin repeat domain 7) – білок, який кодується однойменним геном, розташованим у людей на 7-й хромосомі. Довжина поліпептидного ланцюга білка становить 254 амінокислот, а молекулярна маса — 29 029.
| 10         |  | 20         |  | 30         |  | 40         |  | 50         |
| ---------- |  | ---------- |  | ---------- |  | ---------- |  | ---------- |
| MNKLFSFWKR |  | KNETRSQGYN |  | LREKDLKKLH |  | RAASVGDLKK |  | LKEYLQIKKY |
| DVNMQDKKYR |  | TPLHLACANG |  | HTDVVLFLIE |  | QQCKINVRDS |  | ENKSPLIKAV |
| QCQNEDCATI |  | LLNFGADPDL |  | RDIRYNTVLH |  | YAVCGQSLSL |  | VEKLLEYEAD |
| LEAKNKDGYT |  | PLLVAVINNN |  | PKMVKFLLEK |  | GADVNASDNY |  | QRTALILAVS |
| GEPPCLVKLL |  | LQQGVELCYE |  | GIVDSQLRNM |  | FISMVLLHRY |  | PQFTASHGKK |
| KHAK       |  |            |  |            |  |            |  |            |

A: Аланін

C: Цистеїн

D: Аспарагінова кислота

E: Глутамінова кислота

F: Фенілаланін

G: Гліцин

H: Гістидин

I: Ізолейцин

K: Лізин

L: Лейцин

M: Метіонін

N: Аспарагін

P: Пролін

Q: Глутамін

R: Аргінін

S: Серин

T: Треонін

V: Валін

W: Триптофан

Задіяний у такому біологічному процесі, як альтернативний сплайсинг. 